# Мушенков, Юрий Александрович
Юрий Александрович Мушенков (род. 28 апреля 1994) — российский военнослужащий, сержант, Герой Российской Федерации (2024).

## Биография
Родился 28 апреля 1994 года в селе Синельниково-1 в Приморском крае, там же прошло его детство.
Отец — тракторист, поэтому Юрий в 6 лет научился управлять трактором. У Юрия две старших сестры и старший брат.
После школы поступил в Морской технологический колледж во Владивостоке. В 2014 году Мушенков ушёл в армию на срочную службу, служил в сапёрном подразделении.

## Участие в боевых действиях
После завершения срочной службы подписал контракт с ВС РФ. Принимал участие в российском вторжении на Украину. По информации российского агентства «ТАСС» 11 июня 2023 года Юрий Мушенков получил задание заминировать пути подхода украинских войск в районе села Макаровка, Донецкой области Украины. Машина, на которой ехали российские военнослужащие, была подбита противотанковой ракетой. В ходе боя Мушенков совершил отвлекающий манёвр — побежал в противоположную от укрытий сторону и привлёк огонь противника на себя. За этот поступок был представлен к государственной награде.

## Личная жизнь
Женат, имеет трёх детей.